# Severus Snape
Severus „Książę Półkrwi” Snape (ur. 9 stycznia 1960, zm. 2 maja 1998) – fikcyjna postać wymyślona przez Joanne Rowling na potrzeby jej książek o Harrym Potterze. Nauczyciel w Szkole Magii i Czarodziejstwa Hogwart, opiekun domu Slytherin.

## Życiorys

### Przeszłość
Severus Snape mieszkał w dzieciństwie w mugolskim miasteczku przy ulicy Spinner’s End, zaś po drugiej stronie rzeki znajdował się dom Lily Evans – przyszłej matki Harry’ego Pottera. Odkąd zauważył, iż Lily ma predyspozycje do bycia czarownicą, nie spoczął, póki nie opowiedział jej wszystkiego, co sam wiedział o magicznym świecie – o Hogwarcie, o Ministerstwie Magii i innych sprawach związanych z magią. Zaprzyjaźnili się jeszcze przed wyjazdem do szkoły. Po jakimś czasie przyjaźń zamieniła się w jednostronną miłość. Snape, nazywany przez Lily Evans „Sev”, do końca życia zakochany był w matce Harry’ego Pottera, którego znienawidził przez to iż Harry był wybrańcem, gdyż przez to zmarła jego ukochana Lily. Natomiast pod koniec życia Snape wybaczył chłopcu.
Severus Snape był także tytułowym Księciem Półkrwi z tomu Harry Potter i Książę Półkrwi – nazwa ta pochodzi od nazwiska matki, czarownicy Eileen Prince (ang. książę), a także faktu, iż ojciec Snape’a, Tobiasz, był mugolem. W szkole zostawił po sobie podręcznik warzenia eliksirów z własnymi notatkami udoskonalającymi metody ich sporządzania. Podpisał go nadanym sobie tytułem: „Książę Półkrwi”.
Nauki w Hogwarcie pobierał wspólnie ze swoimi rówieśnikami, m.in. Syriuszem Blackiem (ojcem chrzestnym Harry’ego), Remusem Lupinem, Peterem Pettigrew, a także Jamesem Potterem (ojcem Harry’ego). Wiadomo iż Severus, jak i Huncwoci (James, Peter, Remus i Syriusz) nie pałali do siebie sympatią ponieważ chłopcy znęcali się psychicznie i fizycznie nad Severusem czego on nie mógł znieść. Stosunki Jamesa i Severusa ociepliły się kiedy James uratował Snape'a przed Remusem zamienionym w wilkołaka.
Natomiast drogi Lily i Severusa rozeszły się, gdy ta zauważyła, że Snape lubił przebywać ze zwolennikami Sam-Wiesz-Kogo oraz czarną magię, a także sam nazwał Lily „szlamą”.
Po ukończeniu szkoły dołączył do grona śmierciożerców.
Zimą 1979 roku lub wiosną 1980 roku, w Gospodzie „Pod Świńskim Łbem” Sybilla Trelawney wypowiedziała Albusowi Dumbledore przepowiednię dotyczącą Voldemorta, którą częściowo podsłuchał pod drzwiami Severus Snape.

OTO NADCHODZI TEN, KTÓRY MA MOC POKONANIA CZARNEGO PANA... ZRODZONY Z TYCH, KTÓRZY TRZYKROTNIE MU SIĘ OPARLI, A NARODZI SIĘ, GDY SIÓDMY MIESIĄC DOBIEGNIE KOŃCA... (...)

Nie dosłyszał drugiej części, gdyż wyrzucono go z baru, ale przekazał wszystko Voldemortowi. Ten postanowił wyeliminować zagrożenie płynące od wybranego dziecka. Proroctwo dotyczyło dwóch chłopców: Nevilla Longbottoma i Harry’ego Pottera. Znając tylko pierwszą część przepowiedni i próbując zabić Pottera, nieświadomie wypełnił ją, naznaczając go jako równego sobie. Snape zakochany w matce Harry’ego prosił Voldemorta, aby ją oszczędził i zwrócił się do Dumbledore’a po pomoc.
Potterowie wiedzieli, iż w ich otoczeniu jest zdrajca. Aby uniemożliwić mu oraz „Temu, Którego Imienia Nie Wolno Wymawiać” wejście do ich domu, w październiku 1981 roku uczynili swoim Strażnikiem Tajemnicy Petera Pettigrew. Uznali to za najlepszy wybór. Nikt by go nie szukał, był zbyt słaby oraz nic nie znaczył. Nie wiedzieli, że to właśnie on był śmierciożercą i od razu wydał ich miejsce zamieszkania Czarnemu Panu.
Po upadku Voldemorta Snape otrzymał stanowisko nauczyciela eliksirów w Hogwarcie. Dyrektor szkoły zapewnił go, że syn Lily przeżył, ma takie same zielone oczy i jest bezpieczny, ale też dodał, że Czarny Pan kiedyś powróci. By ukryć fakt współpracy Snape’a z Dumbledore’em, Severus stał się mistrzem oklumencji. To pozwalało mu zachować tajemniczość. Przyrzekł Dumbledore’owi chronić go i opiekować się nim w razie niebezpieczeństwa, ale nikt nie miał się o tym dowiedzieć.

### Historia
Pierwszy tom
W Hogwarcie był opiekunem domu Slytherin i przez lata ubiegał się o posadę nauczyciela obrony przed czarną magią, jednakże otrzymywał wielokrotną odmowę. Wielu uczniów podejrzewało, że przyczyną tego jest nieufność do metod nauczania Severusa, jednakże prawda była taka, że Dumbledore zdawał sobie sprawę z rzuconej na to stanowisko klątwy. Udało mu się dopiero w sierpniu 1996 roku, w szóstym tomie (Harry Potter i Książę Półkrwi). Znany był z niesprawiedliwości i brutalnego sarkazmu. Wyraźnie faworyzował Ślizgonów i nie cierpiał Gryffindoru, a najbardziej Harry’ego Pottera. Nie starał się go nawet poznać. Był pewien, że jest taki sam, jak jego ojciec. Prześladował więc psychicznie młodego Pottera. Przy każdej możliwej okazji ośmieszał go, przezywał i odejmował punkty jego domowi. Jeden jedyny raz ocalił życie Harry’ego na pierwszym roku nauki, gdy podczas Quidditcha, wypowiadał przeciwzaklęcia na uroki Quirrela.
Snape miał pilnować Quirrella z polecenia Dumbledore’a.
Drugi tom
Na początku roku szkolnego Snape dowiedział się o podróży Harry’ego i Rona latającym Fordem Anglia i zagroził im usunięciem ze szkoły. W tym samym momencie pojawili się Albus Dumbledore i Minerwa McGonagall, którzy upewniwszy się, że chłopcy są cali i zdrowi, dali im tylko ostrzeżenie i szlaban. Snape był niepocieszony tym faktem, dlatego też starał się w inny sposób uprzykrzyć życie Gryfonom, jak chociażby przeszkadzając drużynie Gryffindoru w ćwiczeniach quidditcha i pozwalając Ślizgonom ćwiczyć w tym samym czasie.
W tym roku szkolnym Severus Snape współpracował z nowym nauczycielem obrony przed czarną magią – Gilderoyem Lockhartem przy prowadzeniu Klubu Pojedynków. Poniekąd dzięki nauce Severusa na temat Eliksiru Wielosokowego na lekcjach eliksirów, jak również nauce zaklęcia Expelliarmus w czasie działania Klubu Pojedynków – Harry Potter pokonał Lockharta i uratował Ginny Weasley przed Tomem Marvolo Riddle w Komnacie Tajemnic.
Trzeci tom
Warzył dla Remusa Lupin wywar tojadowy, który pozwalał mu kontrolować siebie podczas przemiany w wilkołaka. W tym samym czasie podejrzewał Remusa o sprzyjanie zbiegowi oraz przyjacielowi z lat szkolnych, Syriuszowi Blackowi. W końcu nakrył ich jak obaj spiskują we Wrzeszczącej Chacie i próbował zaprowadzić obydwu przed oblicze dementorów, ale został oszołomiony przez Pottera. Syriusz uciekł, a Severus zemścił się i wyjawił na głos, że nowy nauczyciel jest wilkołakiem.
Czwarty tom
Nowy nauczyciel obrony przed czarną magią, Bartemiusz Crouch Junior, pod powłoką uwięzionego przez siebie Alastora Moody’ego powrócił do Hogwartu. Wrzucił kartkę z imieniem „Harry Potter” do Czary Ognia, wyłaniającej uczestników Turnieju Trójmagicznego. Snape wierzył, że Potter zrobił to sam. Natomiast Crouch/Moody oskarżał Severusa jako dawnego śmierciożercę lub Karkarowa o niecne posunięcia. Na początku roku przeszukiwał jego biuro twierdząc, że to „przywilej Aurora” i że Dumbledore wspomniał o nim. Snape był oburzony oskarżeniami Moody’ego, ale nic nie mógł zrobić. Pomimo to Snape ostrzegał dyrektora przed mrocznym znakiem na swoim przedramieniu i Karkarowa. Ten stawał się coraz bardziej wyraźny, zdradzając powrót Voldemorta do świata żywych. Po odrodzeniu Voldemorta, pod wpływem serum prawdy dostarczonego przez profesora Snape’a, Crouch opisał plan Lorda Voldemorta, jak również swoją rolę w tym planie. Dumbledore i Snape próbowali przekonać Korneliusza Knota, że czarnoksiężnik powrócił, jednakże Minister uznał te informacje za brednie. Po tych wydarzeniach Snape otrzymał od Dumbledore’a misję – miał wrócić w szeregi śmierciożerców i stać się podwójnym agentem.
Piąty tom
W czasie roku szkolnego Snape kontynuował swoją pracę jako podwójny agent. Widziany był już w czasie wakacji letnich, gdy na Grimmauld Place 12 zdawał raport przed innymi członkami Zakonu Feniksa. Mistrz Eliksirów podczas tych wizyt nie omieszkał się naśmiewać z Syriusza, który jako uciekinier nie mógł uczestniczyć w działaniach organizacji, co frustrowało mężczyznę. Poproszony przez Dumbledore’a, pod przykrywką korepetycji z eliksirów, nauczał Harry’ego oklumencji by ten mógł zamknąć swój umysł przed wizjami Czarnego Pana. Wyrzucił go jednak, gdy Harry zajrzał do jego myśloodsiewni i ujrzał jak James Potter znęca się nad Severusem. Sam podawał też fałszywe serum prawdy uczniom, gdy Dolores Jane Umbridge została Wielkim Inkwizytorem, a później dyrektorem Hogwartu. On też zwołał członków Zakonu Feniksa by pomogli Harry’emu w Departamencie Tajemnic Ministerstwa Magii. Tuż po klęsce Czarnego Pana i jego zwolenników tamże, Dumbledore wyznał Snape’owi, że Harry jest ostatnim horkruksem i to sam Voldemort musi zabić chłopca by Ten, Którego Imienia Nie Wolno Wymawiać mógł zostać pokonany. Gdy Dumbledore założył pierścień Marvolo Gaunta na palec i ściągnął na siebie klątwę, Snape powstrzymał jej działanie na rok.
Szósty tom
Bohater złożył Narcyzie Malfoy Przysięgę Wieczystą, zobowiązującą go do pomocy Draconowi w wypełnieniu niebezpiecznego zadania, które powierzył mu Voldemort, czyli zabicie Dumbledore’a. Draco rozbroił Albusa, ale to właśnie hogwarcki mistrz eliksirów zabił Dumbledore’a, inicjując Bitwę na Wieży Astronomicznej, po czym zbiegł ze śmierciożercami.
Siódmy tom
To Snape podsunął Mundungusowi Fletcher sposób transportu Harry’ego z Privet Drive do Nory oraz przypadkowo trafił zaklęciem George’a Weasley, próbując osłaniać Zakon Feniksa podczas samego transportu przed śmierciożercami. Po objęciu władzy przez Śmierciożerców w Ministerstwie Magii, został dyrektorem Hogwartu. Gdy Neville Longbottom i Luna Lovegood próbowali ukraść Miecz Gryffindora, nie wysłał ich do Amycusa Carrow czy Alecto Carrow, lecz do Hagrida by pomogli mu w Zakazanym Lesie. Posłał idealną kopię miecza do Bellatrix Lestrange by umieściła go w swoim skarbcu, w Banku Gringotta. Pomógł też – na prośbę portretu Dumbledore’a – zdobyć Harry’emu Potterowi Miecz Gryffindora. Dowiedział się gdzie przebywa Potter od portretu Fineasa Nigellusa Black i tam podrzucił przedmiot oraz wysłał swojego patronusa – łanię by zwabić chłopaka. Gdy Harry wrócił do Hogwartu na ostateczne starcie, Voldemort zabił Severusa Snape’a podczas Bitwy o Hogwart, poprzez swego węża Nagini. Wierzył, iż jedynie w ten sposób może stać się prawowitym właścicielem Czarnej Różdżki. Różdżka słuchała jedynie właściciela, a był nim Draco Malfoy, który rozbroił Dumbledore’a tuż przed śmiercią. Do czasu, gdy Harry rozbroił Draco w rezydencji Malfoyów. Umierając, „Książę Półkrwi” przekazał swoje wspomnienia Harry’emu. Śmierć Snape’a okazała się daremna dla Voldemorta, ale ukazała Harry’emu nieprzeciętną rolę znienawidzonego nauczyciela w nieustającej walce z Tomem Marvolo Riddle oraz moc uczuć, jakimi darzył Lily Evans.

### Po śmierci
Drugie z dzieci Harry’ego Pottera i Ginny Weasley nosi imiona Albus Severus.
W wywiadach udzielonych po wydaniu Insygniów Śmierci, Rowling wyjawiła, że portret Snape’a nie pojawił się automatycznie w galerii dyrektorów Hogwartu, gdyż opuścił on szkołę tuż przed bitwą. Harry Potter zadbał jednak później o oczyszczenie jego imienia, właściwy pochówek i umieszczenie obrazu wśród jego poprzedników. Według Rowling Potter jednak nigdy nie porozmawiał z wizerunkiem Snape’a.